# Sevettijärvi

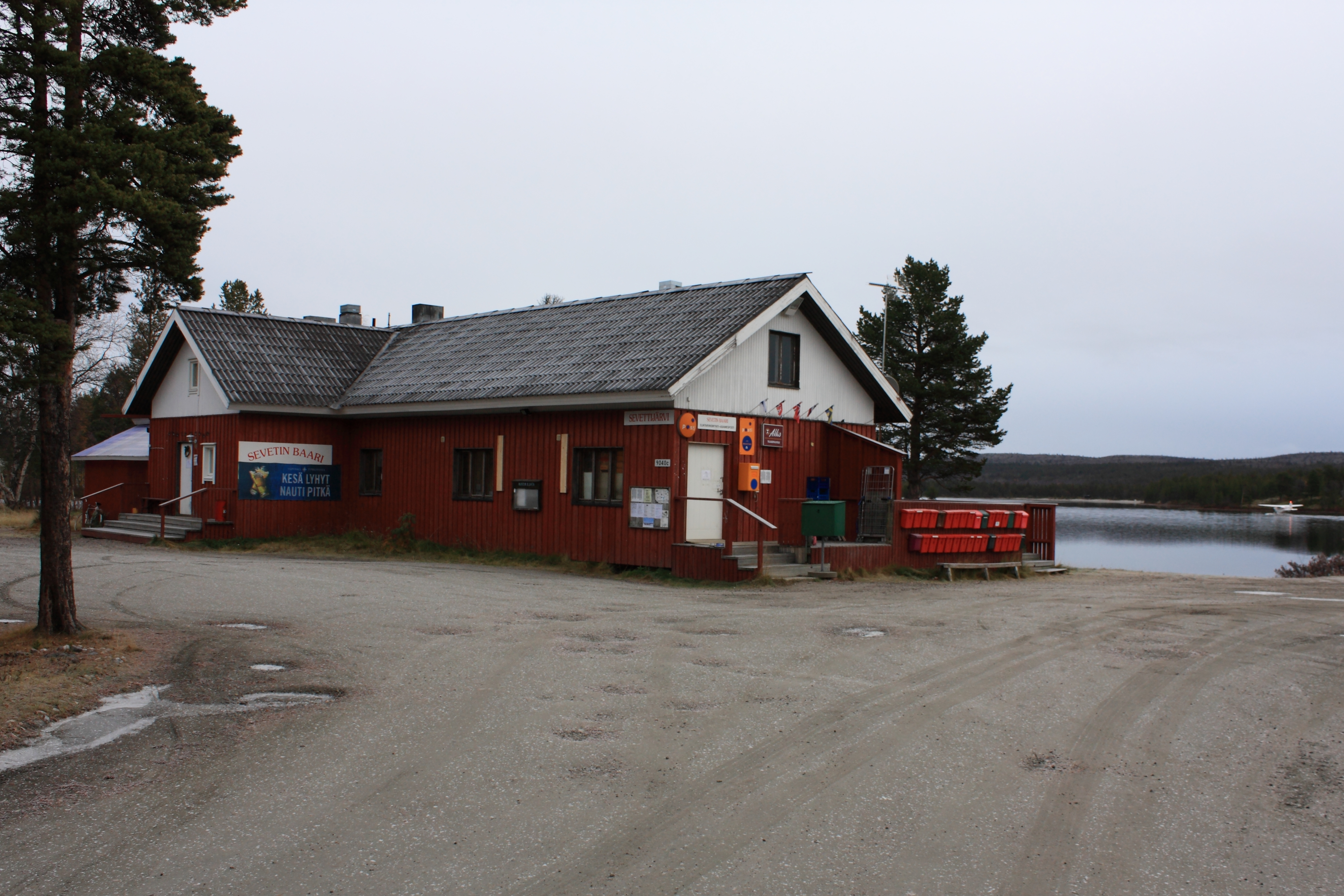
Värdshuset Sevetin Baari

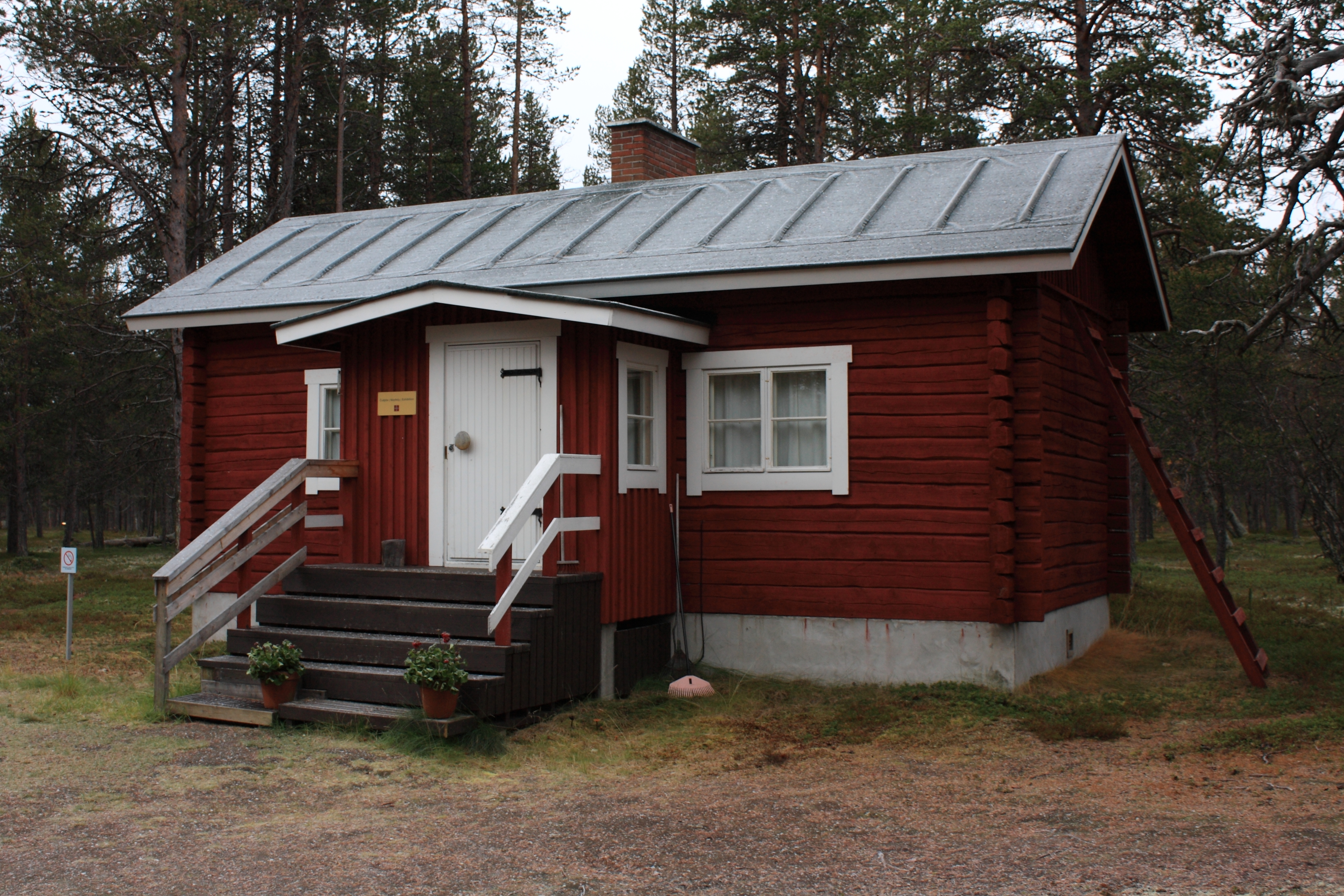
Skolternas kulturhus i Sevettijärvi, ett standardhus, byggt av finländska regeringen för flyttade skoltsamer 1948-49

Sevettijärvi (skoltsamiska Čeʹvetjäuʹrr, enaresamiska Čevetjävri, nordsamiska Čeavetjávri) är en ort i Enare kommun i Finland, belägen på västra sidan av sjön Sevettijärvi. Genom orten går Regionalväg 971 från Kaamanen till Neiden (på finska Näätämö) vid gränsen mot Norge, och därifrån vidare som Riksvei 893 till Kirkenes. Orten ligger omkring 35 kilometer sydväst om Neiden. I Sevettijärvi finns skola, sjukstuga, värdshus med butik, Sevettijärvi ortodoxa kyrka och ett samlingshus. Det finns också Skolternas kulturhus, ett standardbostadshus för evakuerade skoltsamer från slutet av 1940-talet, som flyttats dit från Kirakkajärvi och som är ett skoltsamiskt museum under Siida i Enare kyrkby.
Sevettijärvi och dess omgivning är ett kärnområde för den skoltsamiska kulturen. Omkring 90 % av ortens omkring 350 invånare är skoltsamer. Också enaresamer och nordsamer är bosatta där.
Sevettijärvi grundlades i väglöst land 1949, och innan dess bodde bara ett fåtal samiska familjer i området. Grundläggningen var en följd av fortsättningskriget, genom att 51 skoltsamiska familjer efter detta evakuerades från Suonikylä i Petsamoområdet till Sevettijärvi. I slutet av 1960-talet byggdes en bilväg till Sevettijärvi.
Från Sevettijärvi går en 66 kilometer lång vandrings- och skidled mot nordväst genom östra delen av Kaldoaivi ödemarksområde. Vandringsleden går till byn Nuorgam vid sjön Pulmankijärvi i Utsjoki kommun.

### Noter

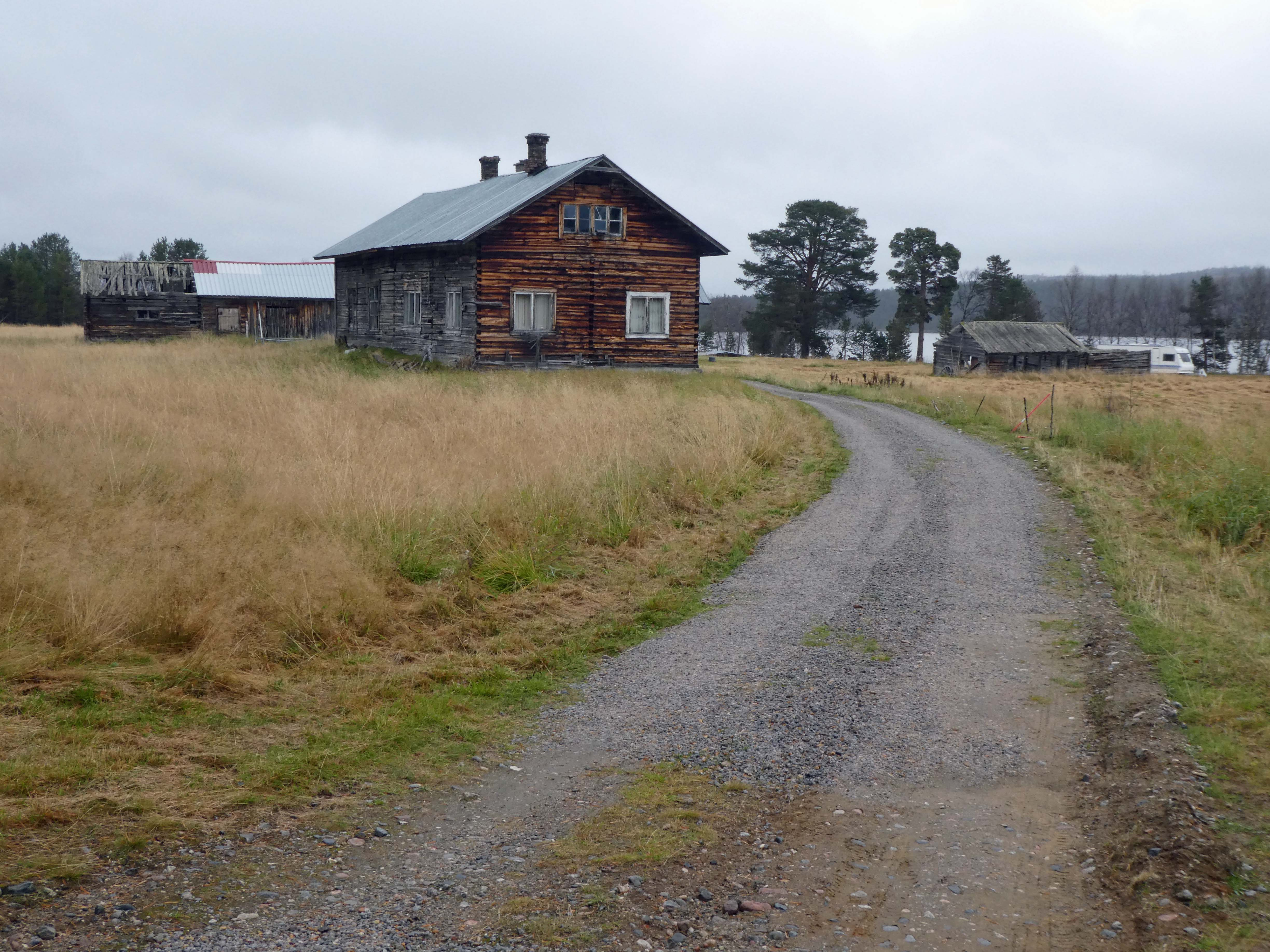
Lantgård utanför Sevettijärvi
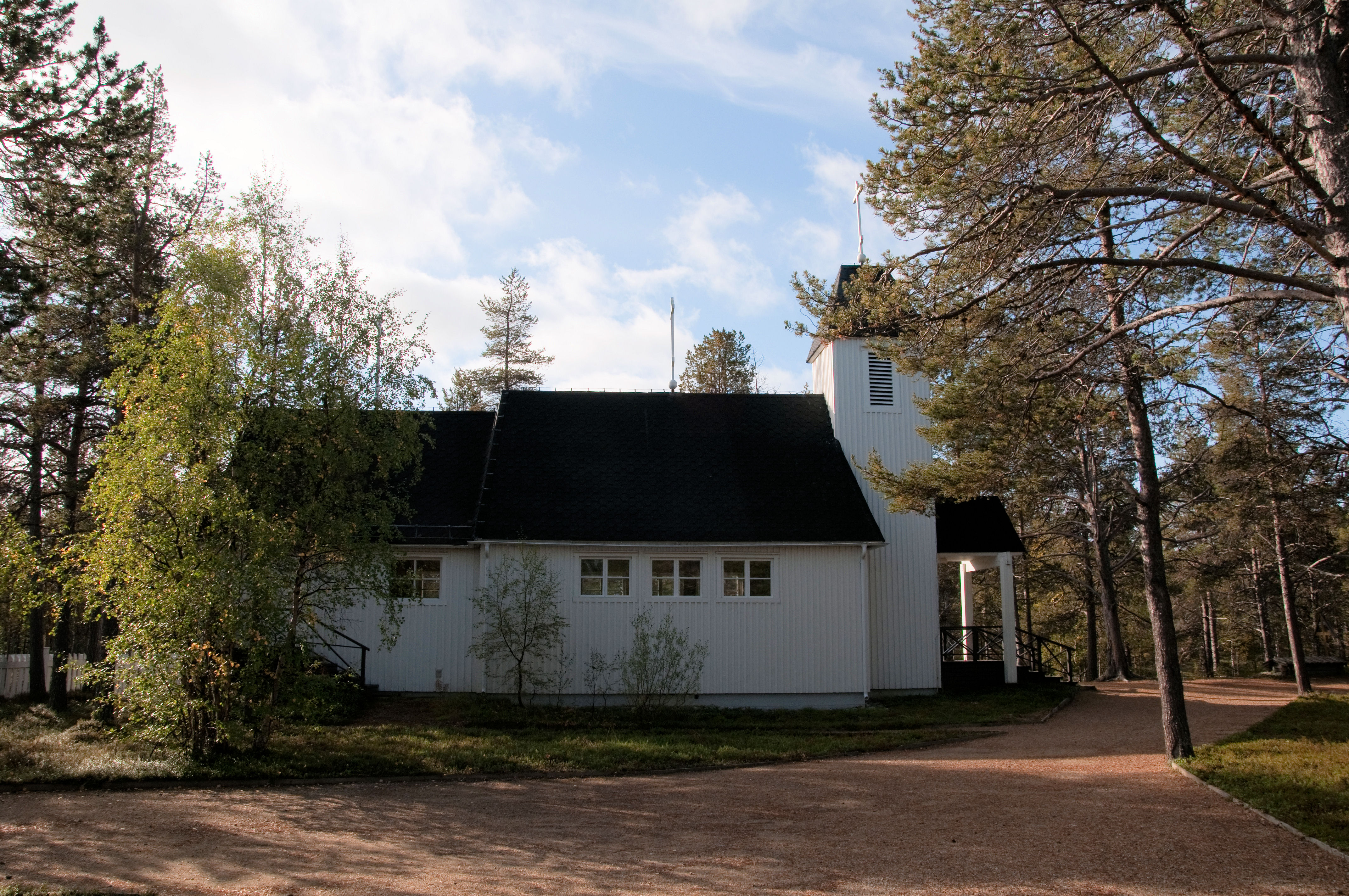
Trifon den heliges ortodoxa kyrka i Sevettijärvi
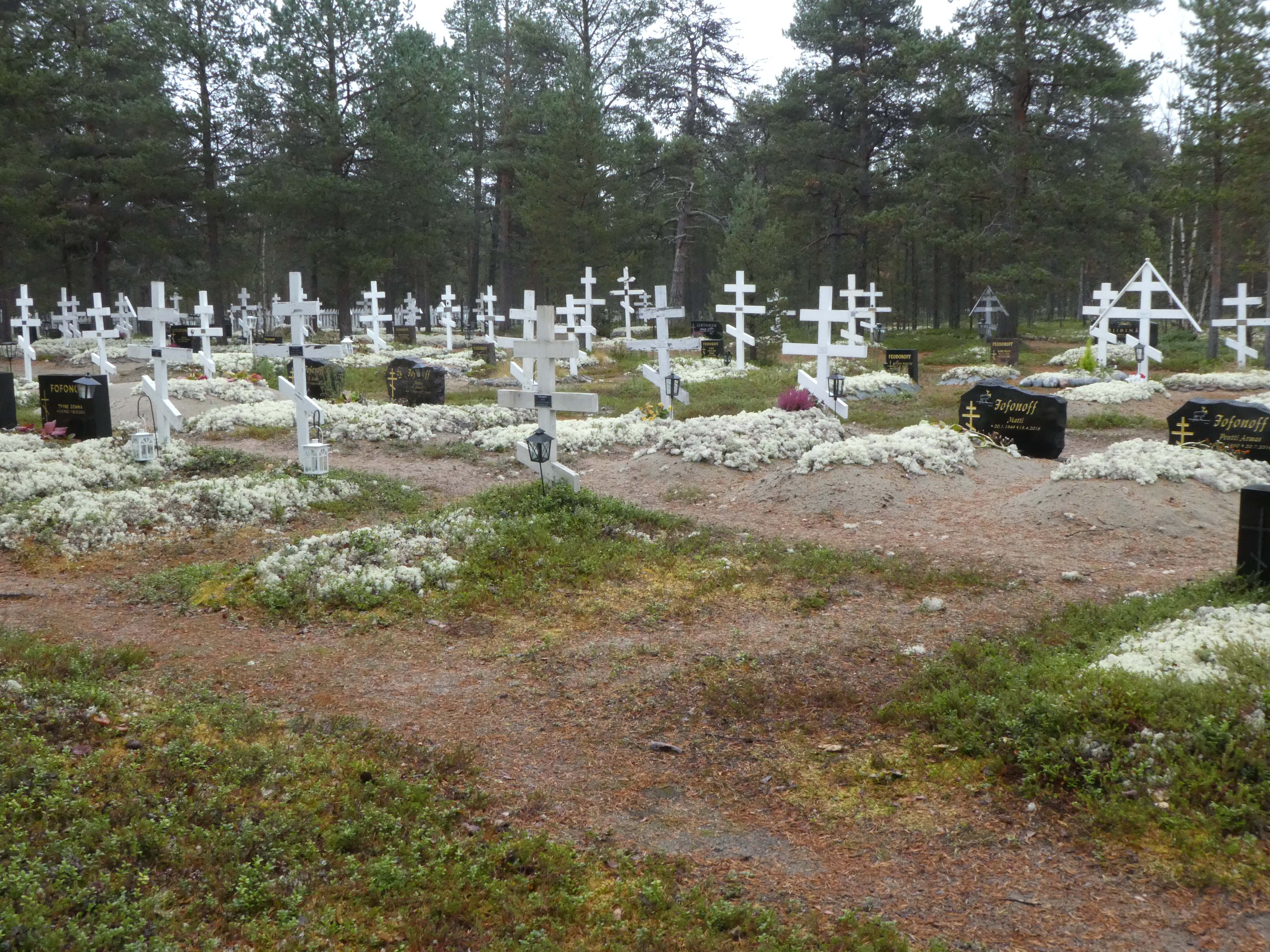
Kyrkogården, Sevettijärvi, Finland
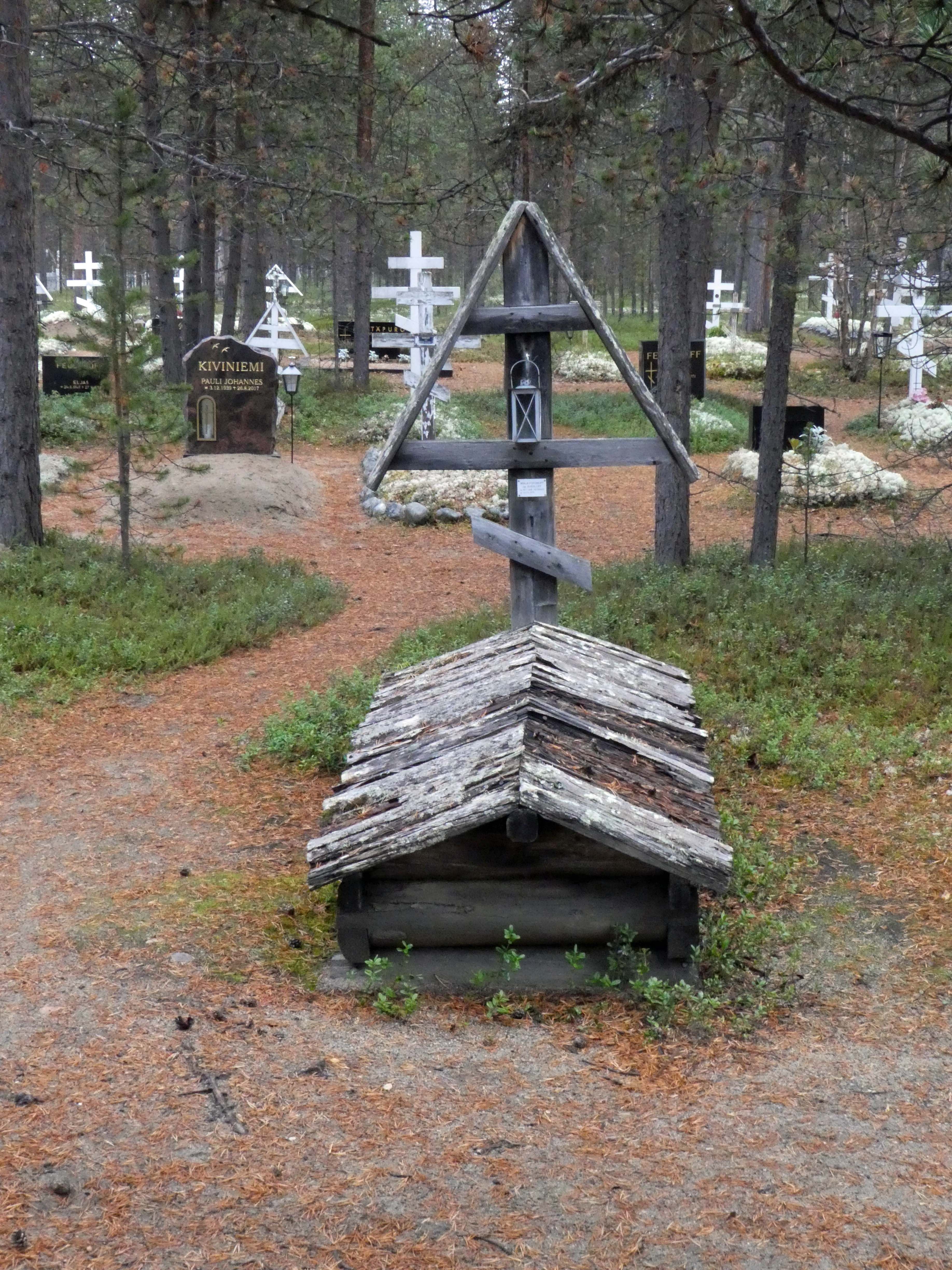
Skoltgrav